# Rari Nantes Savona 2011-2012
Questa voce raccoglie le informazioni riguardanti la Rari Nantes Savona nelle competizioni ufficiali della stagione 2011-2012.

## Organigramma societario
Area direttiva
- Presidente: Bruno Pisano
- Vicepresidente: Giuseppe Gervasio
- Consiglieri: Filippo Cuneo, Gerardo Ghiliotto, Luigi Minuto e Luca Martino

Area organizzativa
- Responsabile marketing: Luca La Cava
- Addetto stampa e segreteria: Laura Sicco

Area tecnica
- Direttore sportivo: Claudio Mistrangelo
- Team manager: Piertino Sciacero
- Allenatore: Andrea Pisano

## Rosa
Prima squadra anno 2011-2012
| N° |                       | Ruolo | Giocatore        |
| -- | --------------------- | ----- | ---------------- |
|    | Italia (bandiera)     | P     | Goran Volarević  |
|    | Italia (bandiera)     | P     | Nicolò Zerilli   |
|    | Italia (bandiera)     | P     | Fabio Casarino   |
|    | Montenegro (bandiera) | D     | Tony Petrović    |
|    | Italia (bandiera)     | D     | Edoardo Colombo  |
|    | Italia (bandiera)     | D     | Lorenzo Bianco   |
|    | Italia (bandiera)     | CV    | Goran Fiorentini |
|    | Italia (bandiera)     | CV    | Luca Fulcheris   |
|    | Italia (bandiera)     | CV    | Jacopo Ferrari   |

| N° |                       | Ruolo | Giocatore            |
| -- | --------------------- | ----- | -------------------- |
|    | Italia (bandiera)     | CV    | Jacopo Colombo       |
|    | Italia (bandiera)     | CV    | Jacopo Alesiani      |
|    | Italia (bandiera)     | CV    | Luca Damonte         |
|    | Montenegro (bandiera) | CV    | Mlađan Janović       |
|    | Italia (bandiera)     | A     | Federico Mistrangelo |
|    | Italia (bandiera)     | A     | Alberto Angelini     |
|    | Italia (bandiera)     | A     | Valerio Rizzo        |
|    | Italia (bandiera)     | CB    | Giovanni Bianco      |
|    | Italia (bandiera)     | CB    | Matteo Aicardi       |

## Risultati

### Serie A1

#### Regular season

##### Girone di andata
| Arbitri: | Mario Bianchi Raffaele Colombo |

|                                                     |           |                                   |
| Rizzo Aicardi Fiorentini, Petrović Damonte, Janović | Marcatori | David Privitera, Torrisi G. Kacar |

| Arbitri: | Maurizio De Chiara Cristina Taccini |

|                                                             |           |                                                                      |
| Camilleri Deserti, Nossek Bettini, Caliogna A., Caliogna E. | Marcatori | Aicardi Goran Fiorentini, Petrović, Rizzo Angelini, Damonte, Janović |

| Arbitri: | Domenico De Meo Domenico Rotondano |

|                                                          |           |                                                                       |
| Rizzo Fiorentini, Janović Aicardi, Mistrangelo, Petrović | Marcatori | Lanzoni Markovic Brambilla, Cesini, Marziali, Temellini, Van Der Meer |

| Arbitri: | Luca Bianco Stefano Pinato |

|                                                          |           |                                                                                           |
| Valentino Astarita, Sadovyy Fondelli, Luongo, Presciutti | Marcatori | Angelini, Janović Goran Fiorentini, Rizzo Aicardi, Bianco, Damonte, Mistrangelo, Petrović |

| Arbitri: | Attilio Paoletti Alessandro Severo |

|                                                                |           |                                                                |
| Angelini Aicardi, Rizzo Damonte, Fiorentini, Janović, Petrović | Marcatori | Calcaterra Binchi, Elez, Gitto, Loncar, Mammarella, Presciutti |

| Arbitri: | Antonio Pascucci Alessandro Severo |

|                                 |           |                                           |
| Draskovic Foschi, Lisi, Rinaldi | Marcatori | Rizzo Janović Aicardi, Angelini, Petrović |

| Arbitri: | Massimiliano Caputi Cristina Taccini |

|                                            |           |                                                               |
| Rizzo Aicardi, Damonte Fiorentini, Janović | Marcatori | Pasković, Pérez Bertoli, Calcaterra, Gallo, Minguell, Saccoia |

| Arbitri: | Maurizio De Chiara Domenico De Meo |

|                                        |           |                                                       |
| Đogaš, Suti, Tringali Napolitano, Rath | Marcatori | Fiorentini Angelini Aicardi, Janović, Petrović, Rizzo |

| Arbitri: | Raffaele Colombo Luca Bianco |

|                                              |           |                                              |
| Angelini Janović Fiorentini, Petrović, Rizzo | Marcatori | Saviano Bencivenga Marcz, Petković, Primorac |

| Arbitri: | Raffaele Daniele Alessandro Severo |

|                                                             |           |                                                         |
| Di Fulvio A., Gobbi Bini, Coppoli, Español, Lapenna, Pagani | Marcatori | Angelini Mistrangelo, Rizzo Aicardi, Janović Fiorentini |

### LEN Champions League

#### Secondo turno preliminare
| Zagabria 23 settembre 2011, ore 21:30 CEST Girone F - 1ª giornata | Vasas | 13 – 9 (1-3, 5-1, 3-2, 4-3) | Savona |  |

| Zagabria 24 settembre 2011, ore 19:30 CEST | Savona | 13 – 6 (2-1, 2-0, 5-2, 4-3) | Panathinaikos |  |

| Zagabria 25 settembre 2011, ore 12:30 CEST Girone F - 3ª giornata | Mladost | 10 – 10 (4-2, 2-1, 1-2, 3-5) | Savona |  |

### LEN Euro Cup

#### Secondo turno preliminare
| Nizza 7 ottobre 2011, ore 18:30 CEST Girone E - 1ª giornata | Savona | 5 – 9 (2-3, 1-3, 1-3, 1-0) | Szolnoki VSC |  |

| Nizza 9 ottobre 2011, ore 18:30 CEST Girone E - 2ª giornata | Olympic Nice Natation | 6 – 11 (2-1, 2-5, 0-2, 2-3) | Savona |  |

#### Ottavi di finale
| Arbitri: | Franulović Kouretas |

|                                            |           |                                                 |
| Janović Rizzo Fiorentini, Petrović Aicardi | Marcatori | Harai Salamon Jansik, Kovacs R., Matyas, Szivos |

### Supercoppa LEN

#### Finale
| Arbitri: | Erhan Tulga Mark Koganov |

|                            |           |                                                              |
| Aicardi Janović Fiorentini | Marcatori | Dedović, Mitrović, Radović, Vukicević Aleksić, Cucković, Ćuk |

## Statistiche

### Statistiche di squadra
(aggiornate al 5 novembre 2011)
| Competizione         | Punti | In casa | In casa | In casa | In casa | In casa | In casa | In trasferta | In trasferta | In trasferta | In trasferta | In trasferta | In trasferta | In campo neutro | In campo neutro | In campo neutro | In campo neutro | In campo neutro | In campo neutro | Totale | Totale | Totale | Totale | Totale | Totale |
| Competizione         | Punti | G       | V       | N       | P       | Gf      | Gs      | G            | V            | N            | P            | Gf           | Gs           | G               | V               | N               | P               | Gf              | Gs              | G      | V      | N      | P      | Gf     | Gs     |
| -------------------- | ----- | ------- | ------- | ------- | ------- | ------- | ------- | ------------ | ------------ | ------------ | ------------ | ------------ | ------------ | --------------- | --------------- | --------------- | --------------- | --------------- | --------------- | ------ | ------ | ------ | ------ | ------ | ------ |
| Campionato           | 19    | 4       | 3       | 1       | 0       | 47      | 37      | 3            | 3            | 0            | 0            | 42           | 30           | -               | -               | -               | -               | -               | -               | 7      | 6      | 1      | 0      | 89     | 67     |
| Play-off             | -     | -       | -       | -       | -       | -       | -       | -            | -            | -            | -            | -            | -            | -               | -               | -               | -               | -               | -               | -      | -      | -      | -      | -      | -      |
| Coppa Italia         | -     | -       | -       | -       | -       | -       | -       | -            | -            | -            | -            | -            | -            | -               | -               | -               | -               | -               | -               | -      | -      | -      | -      | -      | -      |
| LEN Champions League | -     | -       | -       | -       | -       | -       | -       | 1            | 0            | 1            | 0            | 10           | 10           | 2               | 1               | 0               | 1               | 22              | 19              | 3      | 1      | 1      | 1      | 32     | 29     |
| Coppa LEN            | -     | 1       | 1       | 0       | 0       | 14      | 10      | 1            | 1            | 0            | 0            | 11           | 6            | 1               | 0               | 0               | 1               | 5               | 9               | 3      | 2      | 0      | 1      | 30     | 25     |
| Supercoppa LEN       | -     | -       | -       | -       | -       | -       | -       | -            | -            | -            | -            | -            | -            | -               | -               | -               | -               | -               | -               | -      | -      | -      | -      | -      | -      |
| Totale               | -     | 5       | 4       | 1       | 0       | 61      | 47      | 5            | 4            | 1            | 0            | 63           | 46           | 3               | 1               | 0               | 2               | 27              | 28              | 13     | 9      | 2      | 2      | 151    | 121    |